# جبريل ستيفن
جبريل ستيفن (بالإنجليزية: Gabriel Steven)‏ (15 أغسطس 1994 بلاغوس في نيجيريا - ) هو لاعب كرة قدم نيجيري في مركز الوسط. لعب مع KF Kastrioti Krujë ‏ وKF Vora ‏ وKF Burreli ‏ وKF Tërbuni Pukë ‏.

## وصلات خارجية
- جبريل ستيفن على موقع قاعدة بيانات كرة القدم.إي يو (الإنجليزية)
- جبريل ستيفن على موقع Soccerway.com (الإنجليزية)